# Michael Nouri
Michael Nouri (nascido em 9 de dezembro de 1945) é um ator estadunidense. Ele é conhecido por seu papel de Nick Hurley, o namorado de Alex Owens (Jennifer Beals) no filme de 1983 Flashdance. Recentemente, ele atuou em "The O.C." como Dr. Neil Roberts, o pai de Summer Roberts (Rachel Bilson).

## Filmografia
- The Assassination of Gianni Versace: American Crime Story (2018) (série de TV)
- Damages (2007) (série de TV)
- Invincible (2006)
- Boynton Beach Club (2006)
- Last Holiday (2005)
- The Young and the Restless (1973) (série de TV)
- The Terminal (2004)
- Searching for Bobby D (2004)
- 61* (2001)
- The O.C. (2003-2007) (série de TV)
- Stuey (2003)
- Klepto (2003)
- Terminal Error (2002)
- Lovely & Amazing (2001)
- Second Honeymoon (2001)
- Carman: The Champion (2001)
- Finding Forrester (2000)
- Too Rich: The Secret Life of Doris Duke (1999) (TV Series)
- This Matter of Marriage (1998) (TV)
- Overkill (1996)
- To the Limit (1995)
- Between Love & Honor (1995) (TV)
- Hologram Man (1995)
- Victor/Victoria (1995) (TV)
- Lady In Waiting (1994)
- Inner Sanctum II (1994)
- Eyes of Terror (1994) (TV)
- American Yakuza (1993)
- Da Vinci's War (1993)
- Fortunes of War (1993)
- No Escape, No Return (1993)
- The Sands of Time (1992) (TV)
- Exclusive (1992) (TV)
- Love & War (1992) (TV Series)
- Psychic (1992)
- In the Arms of a Killer (1992) (TV)
- Black Ice (1992)
- Captain America (1991)
- Total Exposure (1991)
- Shattered Dreams (1990) (TV)
- Fatal Sky (1990)
- Little Vegas (1990)
- Thieves of Fortune (1990)
- Quiet Victory: The Charlie Wedemeyer Story (1988) (TV)
- The Hidden (1987)
- Rage of Angels: The Story Continues (1986) (TV)
- Downtown (1986) (TV Series)
- GoBots: War of the Rock Lords (1986)
- Between Two Women (1986) (TV)
- The Imagemaker (1986)
- Star Fairies (1986)
- Spraggue (1984) (TV)
- Bay City Blues (1983) (TV Series)
- Secrets of a Mother and Daughter (1983) (TV)
- Flashdance (1983)
- The Gangster Chronicles (1981) (TV Series)
- Gangster Wars (1981)
- Fun and Games (1980) (TV)
- The Last Convertible (1979) (TV Series)
- The Curse of Dracula (1979) (TV Series)
- Contract on Cherry Street (1977) (TV)
- Search for Tomorrow (1951) (TV Series)
- Beacon Hill (1975) (TV Series)
- Somerset (1970) (TV Series)
- Goodbye, Columbus (1969)